# 生活科学研究科
生活科学研究科（せいかつかがくけんきゅうか、英称：The Graduate School of Human Life Science）は、日本の大学院研究科のうち、生活科学（食物学・栄養学や住居学（住環境学）などの従来の家政学系統を中心と据えていることが多く見受けられる。）に関する高度な教育・研究を行う機構（研究大学院）の1つである。具体的な研究分野については生活科学部も参照。人間生活科学研究科、人間科学研究科などと言った名称の研究科とも研究分野は重なることが多い。

## 概要
主に、生活科学部の上位に連続した形で設置され、博士前期課程（修士課程）および博士後期課程（博士課程）あるいはそれに相当する課程で構成される。学位は、修士課程は修士（生活科学）を、博士課程は博士（生活科学）を修めることができる。包摂する領域を掲げる研究科、専攻またはコースは、それに相当する専攻名称等に応じた学位を修める。

## 生活科学研究科を置く大学
- 大阪市立大学（1975年度～）
- 実践女子大学（1999年度～）（1966年度～、前身の家政学研究科から）
- 同志社女子大学（1999年度～）（1968年度～、前身の家政学研究科から）
- 椙山女学園大学（2000年度～）（1977年度～、前身の家政学研究科から）
- 岐阜女子大学（2004年度～）
- 美作大学（2005年度～）
- 茨城キリスト教大学（2011年度～）
- 大阪公立大学（2022年度～）

## 生活科学研究科と類似する研究科名称
- 高知県立大学大学院 人間生活学研究科
- 和洋女子大学大学院 総合生活研究科
- 名古屋女子大学 生活学研究科

## 生活科学を専攻できる他の研究科名称
- 昭和女子大学大学院 生活機構研究科 生活科学研究専攻

改編
- 静岡県立大学大学院 生活健康科学研究科（2012年、薬食生命科学総合学府へ改組）